# Севџур (река)
Севџур (јерм. Սևջուր) или Мецамор (јерм. Մեծամոր) је јерменска река која извире испод планине Арагац. У поређењу са другим јерменским рекама има веома стабилан режим храњења. Ток је веома спор и миран а обале су доста ниске и мочварне. Највећа притока је река Касах. Улива се у реку Аракс.